# 水谷修

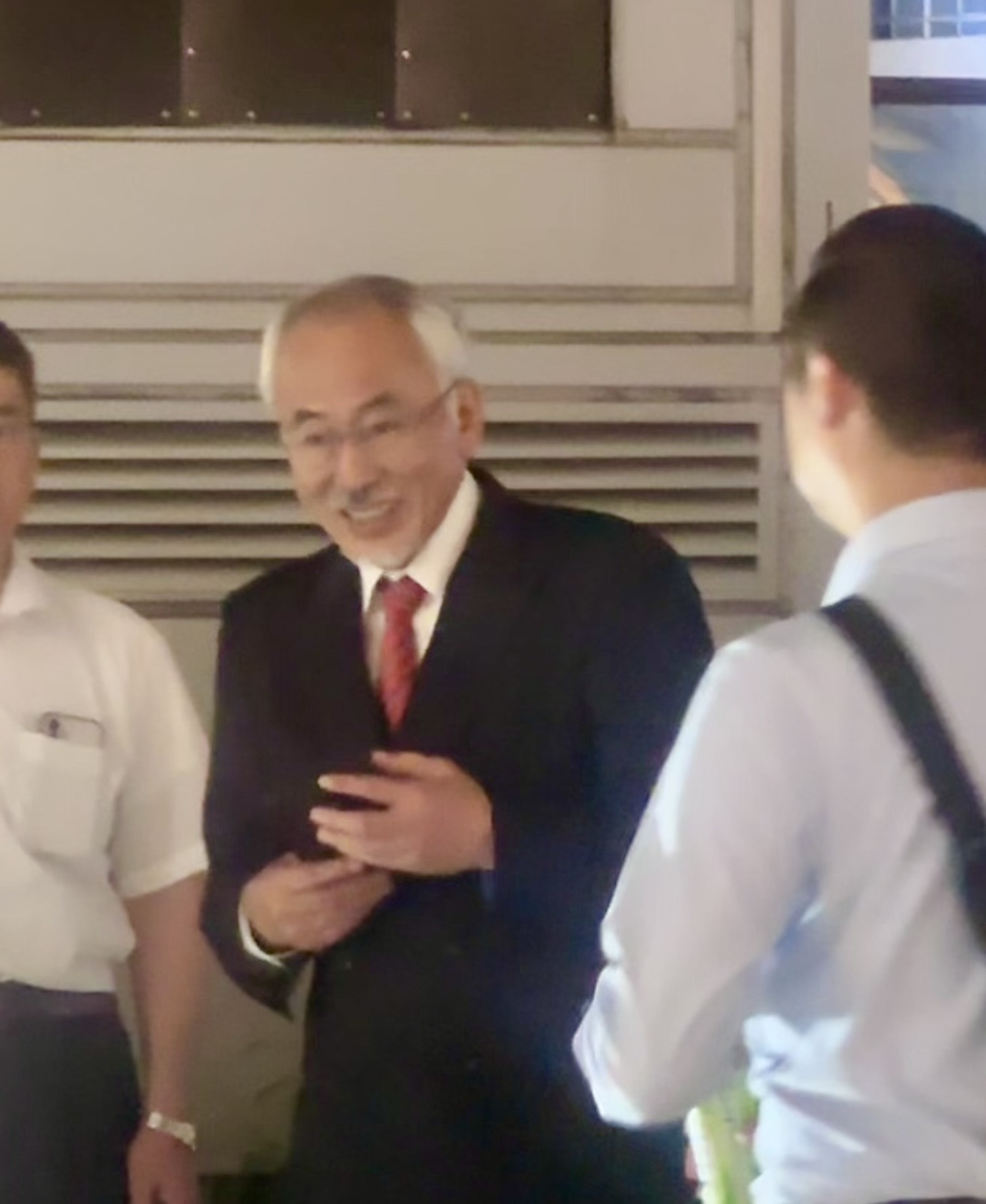
水谷修

水谷 修（みずたに おさむ、1956年（昭和31年）5月8日 - ）は、日本の教育者、元高等学校教諭であり、児童福祉運動家、ならびに教育評論家。水谷青少年問題研究所所長。

## 経歴
神奈川県横浜市出身。幼少期を山形県南陽市で過ごす。神奈川県立横浜翠嵐高等学校、上智大学文学部哲学科卒業。
高等学校教員時代に夜の繁華街をパトロールする活動を始め、繁華街をさまよう少年少女たちと向き合い「夜回り先生」と呼ばれる。

### 略歴
- 1956年 神奈川県横浜市保土ヶ谷区生まれ
- 1959年 - 1969年 山形県南陽市漆山で過ごす
- 1972年 神奈川県立横浜翠嵐高等学校入学
- 1975年 上智大学文学部哲学科入学
- 1983年 横浜市立上菅田養護学校高等部教諭に就任
- 1988年 横浜市立金沢高等学校社会科教諭に転任
- 1992年 横浜市立港高等学校社会科教諭に転任
- 1998年 横浜市立戸塚高等学校定時制社会科教諭に転任
- 2003年4月 東京都脱法ドラッグ対策委員会委員に就任
- 2004年4月 横浜市立横浜総合高等学校社会科教諭に転任
- 2004年9月 横浜市立横浜総合高等学校を退職、水谷青少年問題研究所所長
- 2006年4月 公立はこだて未来大学客員教授に就任
- 2008年4月 花園大学社会福祉学部臨床心理学科客員教授に就任
- 2008年9月 関西大学客員教授に就任
- 2010年4月 大阪経済大学客員教授に就任
- 2015年4月 上智大学文学部哲学科非常勤講師に就任
- 2020年5月15日、YouTubeにて「あした笑顔になぁれ 夜回り先生」の放送を開始した。（～2020年9月11日）

## 訴訟
- 第26回参議院議員通常選挙の公示日前日にあたる2022年6月21日、東京都選挙区の参政党公認候補者である河西泉緒が街頭演説で「夜回り先生」が河西を押し倒し、性交しようとして逮捕されたと発言。演説の動画は、動画投稿サイト「YouTube」に参政党が設けたチャンネルで公開されるなどした。水谷は当発言は自身への名誉棄損に当たるとして河西に330万円の損害賠償などを求め東京地裁に提訴した。河西は取材に対し「『夜回り先生』は別の人物を指していた。水谷さんとは面識はない」などと述べた[3]。その後、2023年12月12日13時15分、裁判の結果河西泉緒が勝訴。1.原告の請求をいずれも棄却する。2.訴訟費用は原告の負担とする。との判決が下った[4]。

## 受賞歴
- 2003年1月 第17回東京弁護士会人権賞受賞
- 2003年5月 上智大学コムソフィア賞受賞
- 2004年11月 第7回内藤寿七郎国際育児賞生命の尊厳賞受賞
- 2004年12月 第9回横浜弁護士会人権賞受賞
- 2005年11月 社会貢献支援財団多年にわたる功労賞受賞
- 2009年11月 国際ソロプチミスト財団青少年育成賞受賞
- 2015年1月 第23回ペスタロッチー教育賞受賞[5]

## 著書

### 単著
- 『ドラッグ世代 ―第5次薬物汚染期の若者たち―』（太陽企画出版,1998年） ISBN 978-4-88466-292-9
  - 『ドラッグ世代 [新装版] 薬物汚染と闘う夜回り先生』（太陽企画出版,2004年） ISBN 978-4-88466-410-7
- 『さらば、哀しみのドラッグ』（高文研,1998年） ISBN 978-487498-213-6
  - 『さらば、哀しみのドラッグ 増補版』（高文研,2007年） ISBN 978-487498-392-8
  - 『増補・改訂版 さらば、哀しみのドラッグ』（高文研,2014年） ISBN 978-4874985557
- 『薬物乱用：今、何を、どう伝えるか』（大修館書店,2001年） ISBN 978-4-469-26473-9
- 『薬物乱用防止教育 その実際とあるべき姿』健康教室 2002年6月臨時増刊号（東山書房,2002年）
  - 『薬物乱用防止教育 その実際と、あるべき姿』（東山書房,2005年）加筆修正による単行本化 ISBN 978-4-8278-1389-0
- 『さらば、哀しみの青春 ―伝えたい、闇に沈む子供たちの哀しみを…―』（高文研,2003年） ISBN 978-4-87498-303-4
- 『ドラッグなんていらない ―出会ってしまう前の君に伝えたいこと―』（東山書房,2004年） ISBN 978-4-8278-1273-2
- 『夜回り先生』（サンクチュアリ・パブリッシング,2004年） ISBN 978-4-921132-54-5
  - 『얘들아 너희가 나쁜게 아니야』（에이지21,2005年）韓国語翻訳 ISBN 978-8991095083
  - 『夜巡老師』（文經社,2006年）中国語翻訳 ISBN 978-9576634741
  - 『夜回り先生』（小学館,2009年）文庫化 ISBN 978-4094083668
- 『夜回り先生と夜眠れない子供たち』（サンクチュアリ・パブリッシング,2004年） ISBN 978-4-86113-001-4
  - 『늦은 밤 잠 못 드는 아이들』（에이지21,2005年）韓国語翻訳 ISBN 978-8991095113
  - 『夜回り先生と夜眠れない子供たち』（小学館,2009年）文庫化 ISBN 978-4-09-408402-3
- 『夜回り先生の卒業証書 冬来たりなば春遠からじ』（日本評論社,2004年） ISBN 978-4-535-58427-3
- 『こどもたちへ 夜回り先生からのメッセージ』（サンクチュアリ・パブリッシング,2005年） ISBN 978-4-86113-006-9
  - 『こどもたちへ おとなたちへ ―夜回り先生から29の生きるメッセージ―』 (小学館,2010年)文庫化増補改訂版 ISBN 978-4094084962
- 『夜回り先生 こころの授業』（日本評論社,2005年） ISBN 978-4-535-58459-4
- 『あした笑顔になあれ 夜回り先生の子育て論』（日本評論社,2006年） ISBN 978-4-535-58470-9
- 『夜回り先生のねがい』（サンクチュアリ・パブリッシング,2007年） ISBN 978-4-86113-905-5
- 『あおぞらの星 ―夜回り先生と考える―』（日本評論社,2007年） ISBN 978-4-535-58507-2
- 『夜回り先生の子どもたちよ!大人たちへ』（朝日新聞社,2007年） ISBN 978-4022503053
- 『いいんだよ』（日本評論社,2008年） ISBN 978-4535585430
- 『あおぞらの星2』（日本評論社,2009年） ISBN 978-4535585621
- 『夜回り先生からのこころの手紙：あおぞらの星3』（日本評論社,2009年） ISBN 978-4535585799
- 『夜回り先生50のアドバイス 子育てのツボ』（日本評論社,2010年） ISBN 978-4535585881
  - 『不失敗父母：日本第一名師水谷修的50句教養真心話』（文經社,2013年）中国語翻訳 ISBN 978-9576636974
- 『夜回り先生いのちの授業』（日本評論社,2011年） ISBN 978-4535586024
- 『ありがとう』（日本評論社,2011年） ISBN 978-4535586123
- 『夜回り先生 いじめを断つ』（日本評論社,2012年） ISBN 978-4535586444
- 『夜回り先生の幸福論：明日は、もうそこに』（海竜社,2013年） ISBN 978-4759313116
- 『Beyond:雨の向こうはいつも晴れ』（日本評論社,2014年） ISBN 978-4535586666
- 『夜回り先生 子育てで一番大切なこと』（海竜社,2014年） ISBN 978-4759313703
- 『夜回り先生、なんでドラッグを使ってはいけないんですか？』（東山書房,2015年） ISBN 978-4827815399
- 『約束』（日本評論社,2015年） ISBN 978-4535586857
- 『優しさと勇気の育てかた』（日本評論社,2017年） ISBN 978-4535587083
- 『どこまでも生きぬいて ―夜回り先生50のヒント― (YA心の友だちシリーズ)』（PHP研究所,2017年） ISBN 978-4569786179
- 『少数異見 ―「考える力」を磨く社会科ゼミナール―』（日本評論社,2018年） ISBN 978-4535587267
- 『夜回り先生 原点』（日本評論社,2018年） ISBN 978-4535587298
- 『壊されゆく子どもたち 夜回り先生の青少年問題論』（日本評論社,2019年）ISBN 978-4535587434
- 『夜回り先生 水谷修が見た公明党』（第三文明社,2020年） ISBN 978-4476033922

### 共著
- 『中高生の薬物汚染 ―知るべきこととできること―』（関紳一,近藤恒夫,原田幸男,吉岡隆,森野嘉郎,全国養護教諭サークル協議会との共著,農山漁村文化協会,1998年） ISBN 978-4-540-98038-1
- 『STOP! タバコ・酒・ドラッグ ―子供の生きる力をはぐくむ13―』（共著,食べもの通信社,1999年）
- 『さよならが、いえなくて ―助けて、哀しみから―』（日本評論社,2000年） ISBN 978-4-535-58286-6
  - 『新装版 さよならが、いえなくて ―助けて、哀しみから―』（日本評論社,2009年） ISBN 978-4535585720
- 『教えてください。富野です』（富野由悠季との対談,角川書店,2005年） ISBN 978-4048538695
- 『いいじゃない いいんだよ ―大人になりたくない君へ―』（岩室紳也,小国綾子との共著,講談社,2005年） ISBN 978-4-06-213133-9
- 『大人と子どもの絆 ―いのちの対話―』 (鎌田實,大平光代,新沢としひこ,村上信夫との共著,岩波書店,2008年)  ISBN 978-4000094412
- 『だいじょうぶ 鎌田實×水谷修往復書簡』（鎌田實との共著,日本評論社,2009年） ISBN 978-4-535-58569-0
- 『手放してみるゆだねてみる』（大下大圓との共著,日本評論社,2010年） ISBN 978-4535585713
- 『魚道(さかなどう) ―海の四季―』（鈴木一人との共著,海竜社,2013年） ISBN 978-4759312997
- 『いのち ―宗教家6人との対話―』（菅原文太,さだまさし,坂東玉三郎,草笛光子,鎌田實,森清範,田中恆清,有馬頼底,高木慶子,花山院弘匡,河野太通との共著,講談社,2013年） ISBN 978-4062185912

## 教材
- 『ノー！シンナー・覚せい剤』（監修：国立下総療養所精神科医長小沼杏坪,指導：水谷修,北沢杏子,アーニー出版,1999年）

## CD
- 『CDセレクションラジオ深夜便 夜間教師の夜回り日誌～水谷修』（きき手：河合鋭久,NHKサービスセンター,2004年）

## VHS
- 『破滅！薬物乱用の恐怖』（予防教育用ビデオ）（一橋出版,2001年）
- 『さらば,哀しみのドラッグ：Noという勇気を持とう』（予防教育用ビデオ）（東山書房,2004年）

## DVD
- 『夜回り先生・水谷修のメッセージ：いいもんだよ、生きるって』（NHKエンタープライズ,2005年）
- 『夜回り先生・水谷修のメッセージ2：生きていてくれてありがとう』（NHKエンタープライズ,2006年）
- 「破滅!薬物乱用の恐怖」『一橋DVDシリーズ 薬物乱用』（監修,一橋出版,2007年） ISBN 978-4834860511
- 「いのちを語る DVD 10巻セット」第4巻 河野太通(臨済宗妙心寺派管長)×水谷修（ユーキャン）
- 「いのちを語る DVD 10巻セット」第7巻 大樹孝啓(書寫山圓教寺住職)×水谷修（ユーキャン）
- 『改訂版 さらば、哀しみのドラッグ Noという勇気を持とう：小・中・高校生用薬物乱用防止教育DVD』（東山書房,2014年） ISBN 978-4827815290

## TV・ウェブTV
- 2003年3月26日 テレビ朝日「徹子の部屋」～子供を薬物から救う高校教師・水谷修～
- 2003年12月21日 フジテレビ「FNNスーパーニュース」
- 2004年2月10日 フジテレビ「情報プレゼンター とくダネ!」
- 2004年2月23日 テレビ朝日「ビートたけしのTVタックル」〜モラルはどこに行った…2004年ニッポン教育論〜
- 2004年7月1日 TBS「NEWS23」～子ども受難～
- 2004年9月4日 NHK教育「ETV特集」〜いいもんだよ、生きるって 夜回り先生・水谷修のメッセージ〜
- 2004年11月8日 日本テレビ系列「NNNきょうの出来事」～一晩に60錠処方薬乱用の若者たち悲惨な実態～
- 2005年1月21日 TBS「スーパーフライデー」〜若者たちを救え!夜回り先生13年の闘い 壮絶密着240日〜
- 2005年1月29日 テレビ朝日「朝まで生テレビ!」
- 2005年9月5日 NHK総合「クローズアップ現代」〜薬物が若者にしのびよる“夜回り先生”の闘い〜
- 2005年11月5日 NHK教育「ETV特集」〜生きていてくれてありがとう 夜回り先生・水谷修のメッセージ2〜
- 2006年3月18日 TBS「R30」
- 2006年7月22日 TBS「R30」
- 2006年9月16日 TBS「R30」
- 2006年11月29日 テレビ朝日「スーパーモーニング」
- 2007年3月3日 ABCテレビ「ABCこども未来プロジェクト 今夜キックオフ！こども未来宣言」
- 2007年7月7日 TBS「R30」
- 2007年7月14日 TBS「R30」
- 2007年7月16日 ABCテレビ「こども未来プロジェクト～」夜回り先生～
- 2007年7月30日 テレビ朝日「テレメンタリー」〜完全密着！夜回り先生・眠れない子供たちへ〜
- 2008年4月12日 TBS「R30」〜夜回り先生の特別講演…今回は10代の性教育〜
- 2008年11月19日 TBS「久米宏のテレビってヤツは!?」〜いったい大麻汚染はどこまで広がっているのか？〜
- 2008年12月3日 NHK総合「クローズアップ現代」〜“大麻汚染”を食い止めろ〜
- 2009年5月27日 NHK総合「ゆうどきネットワーク」～原点は母と離れた子供時代・夜回り先生～
- 2009年9月8日 ABCテレビ「NEWSゆう+」
- 2012年7月6日 フジテレビ「ニュースJAPAN＆すぽると!」
- 2013年5月5日 BS朝日「いのちを語る」～水谷修が妙心寺を訪ねる 前編～
- 2013年5月12日 BS朝日「いのちを語る」～水谷修が妙心寺を訪ねる 後編～
- 2013年7月28日 BS朝日「いのちを語る」～水谷修が姫路・圓教寺を訪ねる 前編～
- 2013年8月4日 BS朝日「いのちを語る」～水谷修が姫路・圓教寺を訪ねる 後編～
- 2013年9月22日 BS朝日「いのちを語る」～水谷 修が京都・聖護院を訪ねる 前編～
- 2013年9月29日 BS朝日「いのちを語る」～水谷 修が京都・聖護院を訪ねる 後編～
- 2014年2月15日 BS朝日「いのちを語る」～水谷修が平泉・中尊寺を訪ねる～
- 2014年4月1日 - 2018年9月25日 テレビ朝日「ワイド!スクランブル」（火曜日・コメンテーター）
- 2014年9月9日 テレビ朝日「徹子の部屋」～夜回り先生・水谷修～
- 2015年4月9日 - 2017年3月30日 TBS「白熱ライブ ビビット」（木曜日・コメンテーター）
- 2015年6月29日 NHKデジタル教育「東北発☆未来塾」～夜回り先生特別授業＠岩手県宮古～子どもの未来を守るには～
- 2015年7月6日 テレビ朝日「ビートたけしのTVタックル」〜少年法の適用年齢 18歳未満に引き下げるべき？〜
- 2017年2月2日 NHKデジタル総合「クローズアップ現代＋」～大麻汚染 新たな危機 移住者コミュニティーで何が～
- 2017年4月16日 BS-TBS「外国人記者は見た!日本inザ・ワールド」～超過保護社会ニッポン～
- 2019年3月4日 ABEMA「戸塚ヨットスクール校長VS夜回り先生 教育・子育てに体罰は必要?」
- 2020年5月15日 - 9月11日 YouTube「あした笑顔になぁれ 夜回り先生」
- 2020年5月31日 BSテレビ東京「THE名門校 日本全国すごい学校名鑑」～注目！名門“公立”の復活…横浜翠嵐の秘密～
- 2020年10月20日 フジテレビ「バイキングMORE」
- 2021年1月28日 ABEMA NEWS「ABEMA Prime」

## ラジオ
- 2001年1月25日 - 26日  NHKFM 「ラジオ深夜便・こころの時代」～薬物に手を出すな～ある教師の挑戦～
- 2003年4月19日 NHKラジオ第1 「土曜ジャーナル」～高校教師・水谷修の闘い～こどもたちを薬物から守れ～
- 2004年3月4日-5日  NHKラジオ第1 「ラジオ深夜便・こころの時代」～夜間教師の夜回り日誌～
- 2004年3月7日 CUBE (TBSラジオ)
- 2004年11月5日 TOKYOFM「RADIO U-20」
- 2006年1月9日 NHKラジオ第1 鎌田實「いのちの対話～大人と子どもの絆～」
- 2006年8月15日 NHKラジオ第1 鎌田實「１０代といのちの対話」
- 2009年3月17日 文化放送「大竹まこと ゴールデンラジオ!」
- 2013年6月9日 JFN「ラジオ版学問ノススメ」
- 2012年1月1日 - 9月30日 アール・エフ・ラジオ日本「子どもたちへのメッセージ」
- 2015年8月16日 文化放送「鎌田實×村上信夫 日曜はがんばらない」
- 2016年8月1日 NHKラジオ第1「先読み！夕方ニュース」特集～子どもの“深夜はいかい”を防ぐために～
- 2024年7月16日 ラジオ関西「明日への扉～いのちのラジオ＋～」第54回
- 2024年9月2日 ラジオ関西「明日への扉～いのちのラジオ＋～」第57回
- 2025年2月3日 ラジオ関西「明日への扉～いのちのラジオ＋～」第67回

## 関連作品

### 漫画
- 2004年～2012年 夜回り先生 (漫画)

### ドラマ
- 2004年10月27日 TBS系水曜プレミア枠「夜回り先生」（演：寺尾聰）
- 2009年9月18日 朝日放送「さよならが言えなくて〜子供たちに迫るドラッグの誘惑、夜回り先生の苦悩〜」（演：寺脇康文）

### 映画
- 2019年11月21日 「昨日のことは全て大丈夫（朝鮮語: 어제 일은 모두 괜찮아）」（英語版タイトル：The Fault Is Not Yours）

「夜回り先生」（サンクチュアリ・パブリッシング）が原作の映画。なお、水谷修の全著作中、同社から出版された「夜回り先生」及び「夜回り先生と夜眠れない子供たち」が韓国語に翻訳されている。